# Rangelo Janga
Rangelo Maria Janga (Rotterdam, 16 april 1992) is een Nederlands-Curaçaos voetballer die doorgaans als centrumspits speelt. Hij komt uit voor FC Eindhoven en het Curaçaos voetbalelftal.

## Clubcarrière

### Jeugd
Janga speelde in de jeugd van verschillende clubs in de regio van zijn geboorteplaats Rotterdam, waaronder toenmalig Hoofdklasser Excelsior Maassluis. Hij werd in het seizoen 2008/09 als speler van Excelsior verkozen tot beste speler van de Eredivisie voor B-junioren. Hij maakte dat seizoen veertien doelpunten.

### Willem II
Janga speelde vanaf het seizoen 2009/10 in de jeugd van Willem II. Hoewel hij op dat moment eerstejaars A-junior was, kwam hij uit in het beloftenelftal. Het seizoen erop speelde hij in de A-jeugd van de regionale jeugdopleiding Willem II/RKC, omdat het beloftenteam om financiële redenen werd opgedoekt. Door de relatief krappe selectie en blessures van Gerson Sheotahul, Jasper Waalkens, Paweł Wojciechowski en Juha Hakola maakte hij in 2010 zijn debuut in de Eredivisie. In een wedstrijd uit tegen NAC Breda-Willem II (2-1 nederlaag) kwam hij zes minuten voor tijd in het veld voor Jan-Arie van der Heijden. Zijn debuut in de basiself volgde op 22 januari 2011, thuis tegen Vitesse. Janga maakte het enige doelpunt van de wedstrijd. Zijn tweede doelpunt volgde in een wedstrijd thuis tegen Ajax (1-3 nederlaag).

### Excelsior
Willem II verhuurde Janga op 23 december 2011 voor de rest van het seizoen aan Excelsior. Hiermee degradeerde hij dat seizoen uit de Eredivisie. Excelsior nam hem na afloop van de huurperiode definitief over van Willem II. Hij werd er vooral tweede keus achter Mick van Buren en had ook in het seizoen 2013/14 geen basisplek.

### FC Dordrecht
Janga stond in het seizoen 2014/15 onder contract bij Omonia Aradippou, op dat moment actief in de Cypriotische Tweede divisie. Nadat zijn verblijf daar na één jaar ten einde liep, sloot hij in augustus 2015 op amateurbasis aan bij FC Dordrecht, op dat moment actief in de Eerste divisie. Daarvoor maakte hij in zijn eerste seizoen 21 doelpunten, acht meer dan in zijn voorgaande vijf jaar in het betaald voetbal bij elkaar.

### AS Trencin
Janga tekende in juni 2016 een contract tot medio 2019 bij AS Trenčín, de kampioen van Slowakije in het voorgaande seizoen. In anderhalf seizoen speelde hij 58 wedstrijden bij Trenčín waarin hij 33 doelpunten maakte en 7 assists gaf.

### AA Gent en Astana
In januari 2018 tekende hij een contract tot 2021 bij het Belgische KAA Gent. Hij debuteerde er op 21 januari van dat jaar met een invalbeurt in een thuiswedstrijd tegen KSC Lokeren en leverde meteen een assist voor het doelpunt van Giorgi Tsjakvetadze (eindstand 3-0). In juli 2018 werd hij verkocht aan Astana FK. Met Astana won hij in 2018 en 2019 de Kazachse landstitel. In februari 2020 werd hij verhuurd aan FC Lugano.

### N.E.C.
In augustus 2020 vertrok Janga voor een seizoen op huurbasis naar N.E.C.. In de openingswedstrijd tegen SC Cambuur maakte hij zijn debuut voor de club. Op 15 september maakte hij in de met 3-1 gewonnen uitwedstrijd tegen FC Volendam zijn eerste twee doelpunten voor de club. Op 23 mei 2021 promoveerde Janga met N.E.C. naar de Eredivisie, door in de finale van de play-offs NAC Breda met 1-2 te verslaan. Dat seizoen was hij goed voor twaalf goals en drie assists. 

### Apollon Limassol en CFR Cluj
In het seizoen 2021/22 werd Janga door Astana verhuurd aan Apollon Limassol. Met de club werd hij dat seizoen landskampioen en hij maakte definitief de overstap. Ook won hij de Cypriotische supercup 2022. Op 31 augustus 2022 werd Janga gecontracteerd door het Roemeense CFR Cluj.

### Ihoud Bnei Sachnin en Nea Salamis Famagusta
In september 2023 ging hij in Israël voor Ihoud Bnei Sachnin spelen. Daar liet hij aan het einde van het kalenderjaar zijn contract ontbinden en hij vervolgde  zijn loopbaan op Cyprus bij Nea Salamis Famagusta.

### FC Eindhoven
Op 22 augustus 2024 verbond hij zich voor een seizoen aan FC Eindhoven dat uitkomt in de Eerste divisie.

## Clubstatistieken
| Seizoen | Club             | Land           | Competitie | Competitie | Beker | Beker | Internationaal | Internationaal | Overig | Overig | Totaal | Totaal |
| Seizoen | Club             | Land           | Wed.       | Dlp.       | Wed.  | Dlp.  | Wed.           | Dlp.           | Wed.   | Dlp.   | Wed.   | Dlp.   |
| ------- | ---------------- | -------------- | ---------- | ---------- | ----- | ----- | -------------- | -------------- | ------ | ------ | ------ | ------ |
| 2010/11 | Willem II        | Eredivisie     | 18         | 2          | 0     | 0     | 0              | 0              | 0      | 0      | 18     | 2      |
| 2011/12 | Willem II        | Eerste divisie | 6          | 1          | 1     | 0     | 0              | 0              | 0      | 0      | 7      | 1      |
| 2011/12 | → Excelsior      | Eredivisie     | 16         | 2          | 0     | 0     | 0              | 0              | 0      | 0      | 16     | 2      |
| 2012/13 | Excelsior        | Eerste divisie | 24         | 3          | 0     | 0     | 0              | 0              | 0      | 0      | 24     | 3      |
| 2013/14 | Excelsior        | Eerste divisie | 13         | 0          | 0     | 0     | 0              | 0              | 2      | 0      | 15     | 0      |
| 2014/15 | Omonia Aradippou | B' Kategoria   | 26         | 5          | 0     | 0     | 0              | 0              | 0      | 0      | 26     | 5      |
| 2015/16 | FC Dordrecht     | Eerste divisie | 34         | 21         | 2     | 1     | 0              | 0              | 0      | 0      | 36     | 22     |
| 2016/17 | AS Trenčín       | Fortuna Liga   | 31         | 14         | 3     | 1     | 6              | 2              | 0      | 0      | 40     | 17     |
| 2017/18 | AS Trenčín       | Fortuna Liga   | 17         | 14         | 2     | 0     | 0              | 0              | 0      | 0      | 19     | 14     |
| 2017/18 | KAA Gent         | Eerste klasse  | 17         | 5          | 0     | 0     | 0              | 0              | 0      | 0      | 0      | 0      |
| 2017/18 | Astana FK        | Premjer-Liga   | 10         | 4          | 0     | 0     | 0              | 0              | 0      | 0      | 10     | 4      |
| 2018/19 | Astana FK        | Premjer-Liga   | 30         | 6          | 1     | 0     | 10             | 0              | 1      | 0      | 42     | 6      |
| 2019/20 | Astana FK        | Premjer-Liga   | 0          | 0          | 0     | 0     | 12             | 1              | 0      | 0      | 12     | 1      |
| 2019/20 | → FC Lugano      | Super League   | 13         | 0          | 0     | 0     | 0              | 0              | 0      | 0      | 13     | 0      |
| 2020/21 | →N.E.C.          | Eerste Divisie | 36         | 9          | 2     | 2     | 0              | 0              | 3      | 1      | 41     | 12     |
| 2021/22 | →Apollon Limasol | A Divizion     | 26         | 4          | 2     | 0     | 1              | 0              | 0      | 0      | 29     | 4      |
| 2022/23 | Apollon Limasol  | A Divizion     | 0          | 0          | 0     | 0     | 4              | 1              | 1      | 0      | 5      | 1      |
| 2022/23 | CFR Cluj         | Liga 1         | 30         | 10         | 4     | 0     | 7              | 1              | 1      | 0      | 42     | 11     |
| 2023/24 | CFR Cluj         | Liga 1         | 0          | 0          | 0     | 0     | 0              | 0              | 0      | 0      | 0      | 0      |
| 2023/24 | Nea Salamis      | A Divizion     | 15         | 1          | 1     | 0     | 0              | 0              | 0      | 0      | 16     | 1      |
| Totaal  | Totaal           | Totaal         | 362        | 101        | 18    | 4     | 40             | 5              | 7      | 1      | 428    | 111    |

- Bijgewerkt t/m 6 maart 2024

## Interlandcarrière
Janga nam met Oranje –17 deel aan het EK onder 17 van 2009 en behaalde met dat team de finale. In 2016 maakte hij zijn debuut in het Curaçaos voetbalelftal. Met Curaçao won Janga op 25 juni 2017 de finale van de Caribbean Cup 2017 door Jamaica met 2–1 te verslaan. Met Curaçao nam Janga deel aan de CONCACAF Gold Cup 2017.
| Interlands van Rangelo Janga voor Curaçao  | Interlands van Rangelo Janga voor Curaçao | Interlands van Rangelo Janga voor Curaçao | Interlands van Rangelo Janga voor Curaçao | Interlands van Rangelo Janga voor Curaçao | Interlands van Rangelo Janga voor Curaçao |
| No.                                        | Datum                                     | Wedstrijd                                 | Uitslag                                   | Competitie                                | Doelpunten                                |
| Als speler bij FC Dordrecht                | Als speler bij FC Dordrecht               | Als speler bij FC Dordrecht               | Als speler bij FC Dordrecht               | Als speler bij FC Dordrecht               | Als speler bij FC Dordrecht               |
| ------------------------------------------ | ----------------------------------------- | ----------------------------------------- | ----------------------------------------- | ----------------------------------------- | ----------------------------------------- |
| 1.                                         | 23 maart 2016                             | Barbados – Curaçao                        | 1 – 0                                     | Caribbean Cup kwalificatie                |                                           |
| Als speler bij AS Trenčín                  |                                           |                                           |                                           |                                           |                                           |
| 2.                                         | 5 oktober 2016                            | Curaçao – Antigua en Barbuda              | 3 – 0                                     | Caribbean Cup kwalificatie                | 80'                                       |
| 3.                                         | 11 oktober 2016                           | Puerto Rico – Curaçao                     | 2 – 4                                     | Caribbean Cup kwalificatie                | 69'                                       |
| (4.)*                                      | 23 maart 2017                             | Curaçao – El Salvador                     | 1 – 1                                     | Vriendschappelijk                         |                                           |
| 4.                                         | 13 juni 2017                              | Canada – Curaçao                          | 2 – 1                                     | Vriendschappelijk                         | 43'                                       |
| 5.                                         | 22 juni 2017                              | Curaçao – Martinique                      | 2 – 1                                     | Caribbean Cup 2017                        | 76'                                       |
| 6.                                         | 25 juni 2017                              | Jamaica – Curaçao                         | 1 – 2                                     | Caribbean Cup 2017                        |                                           |
| 7.                                         | 9 juli 2017                               | Curaçao – Jamaica                         | 0 – 2                                     | CONCACAF Gold Cup 2017                    |                                           |
| 8.                                         | 13 juli 2017                              | El Salvador – Curaçao                     | 2 – 0                                     | CONCACAF Gold Cup 2017                    |                                           |
| 9.                                         | 16 juli 2017                              | Curaçao – Mexico                          | 0 – 2                                     | CONCACAF Gold Cup 2017                    |                                           |
| 10.                                        | 10 oktober 2017                           | Qatar – Curaçao                           | 1 – 2                                     | Vriendschappelijk                         |                                           |
| Als speler bij Astana FK                   |                                           |                                           |                                           |                                           |                                           |
| 11.                                        | 10 september 2018                         | Curaçao – Grenada                         | 10 – 0                                    | Nations League kwalificatie               | 59', 84', 88'                             |
| 12.                                        | 12 oktober 2018                           | Amerikaanse Maagdeneilanden – Curaçao     | 0 – 5                                     | Nations League kwalificatie               | 29'                                       |
| 13.                                        | 19 november 2018                          | Curaçao – Guadeloupe                      | 6 – 0                                     | Nations League kwalificatie               | 77', 90'                                  |
| 14.                                        | 23 maart 2019                             | Antigua en Barbuda – Curaçao              | 2 – 1                                     | Nations League kwalificatie               |                                           |
| 15.                                        | 7 september 2019                          | Curaçao – Haïti                           | 1 – 0                                     | Nations League 2019/20                    |                                           |
| 16.                                        | 10 september 2019                         | Haïti – Curaçao                           | 1 – 1                                     | Nations League 2019/20                    |                                           |
| 17.                                        | 13 oktober 2019                           | Costa Rica – Curaçao                      | 0 – 0                                     | Nations League 2019/20                    |                                           |
| * Werd niet erkend als officiële interland |                                           |                                           |                                           |                                           |                                           |

- Bijgewerkt t/m 13 oktober 2019

## Erelijst
| Competitie              |           |            |           |           |
| Competitie              | Aantal    | Jaren      |           |           |
| Astana FK               | Astana FK | Astana FK  | Astana FK | Astana FK |
| ----------------------- | --------- | ---------- | --------- | --------- |
| Premjer-Liga            | 2x        | 2018, 2019 |           |           |
| Supercup van Kazachstan | 1x        | 2019       |           |           |
| Apollon Limasol         |           |            |           |           |
| A Divizion              | 1x        | 2021/22    |           |           |
| Cypriotische supercup   | 1x        | 2022       |           |           |

| Competitie    | Winnaar | Winnaar | Runner-up | Runner-up | Derde   | Derde   |
| Competitie    | Aantal  | Jaren   | Aantal    | Jaren     | Aantal  | Jaren   |
| Curaçao       | Curaçao | Curaçao | Curaçao   | Curaçao   | Curaçao | Curaçao |
| ------------- | ------- | ------- | --------- | --------- | ------- | ------- |
| Caribbean Cup | 1x      | 2017    |           |           |         |         |